# Wereldkampioenschappen schaatsen afstanden 2008 - 10.000 meter mannen
De wereldkampioenschappen schaatsen afstanden 2008 - 10.000 meter mannen werd gehouden op zaterdag 8 maart 2008 op de M-Wave in Nagano, Japan.

## Statistieken
| #      | Schaatser          | Tijd        |
| ------ | ------------------ | ----------- |
| Goud   | Sven Kramer        | 12.57,71 BR |
| Zilver | Enrico Fabris      | 13.18,81    |
| Brons  | Bob de Jong        | 13.25,01    |
| 4      | Øystein Grødum     | 13.28,09    |
| 5      | Mark Ooijevaar     | 13.31,34    |
| 6      | Marco Weber        | 13.32,88    |
| 7      | Arne Dankers       | 13.34,68    |
| 8      | Hiroki Hirako      | 13.41,31    |
| 9      | Roger Schneider    | 13.43,39    |
| 10     | Chad Hedrick       | 13.44,99    |
| 11     | Artyom Belousov    | 13.53,14    |
| 12     | Tristan Loy        | 13.56,65    |
| 13     | Justin Warsylewicz | 14.00,62    |

| Rit | Baan   | Schaatser          | Tijd (rang)   |
| --- | ------ | ------------------ | ------------- |
| 1   | Binnen | Justin Warsylewicz | 14.00,62 (13) |
| 1   | Buiten |                    |               |
| 2   | Binnen | Marco Weber        | 13.32,88 (6)  |
| 2   | Buiten | Roger Schneider    | 13.43,39 (9)  |
| 3   | Binnen | Hiroki Hirako      | 13.41,31 (8)  |
| 3   | Buiten | Artyom Belousov    | 13.53,14 (11) |
| 4   | Binnen | Arne Dankers       | 13.34,68 (7)  |
| 4   | Buiten | Mark Ooijevaar     | 13.31,34 (5)  |
| 5   | Binnen | Øystein Grødum     | 13.28,09 (4)  |
| 5   | Buiten | Tristan Loy        | 13.56,65 (12) |
| 6   | Binnen | Chad Hedrick       | 13.44,99 (10) |
| 6   | Buiten | Sven Kramer        | 12.57,71 (1)  |
| 7   | Binnen | Bob de Jong        | 13.25,01 (3)  |
| 7   | Buiten | Enrico Fabris      | 13.18,81 (2)  |

1996 · 
1997 · 
1998 · 
1999 · 
2000 · 
2001 · 
2003 · 
2004 · 
2005 · 
2007 · 
2008 · 
2009 · 
2011 · 
2012 · 
2013 · 
2015 · 
2016 · 
2017 · 
2019 ·
2020 ·
2021 ·
2023 ·
2024 ·
2025